# サーサーン内乱 (628年‐632年)
サーサーン内乱（サーサーンないらん）は、628年のサーサーン朝のホスロー2世死後に勃発した、王位をめぐる皇族や貴族たちの間の内乱である。統一された政権が存在しなかったという観点からサーサーン朝空位時代（英語: Sasanian Interregnum）とも呼ばれる。パフラヴ派（パルティア）、パルシグ派（ペルシス）、ニームルーズ派、シャフルバラーズ派などの派閥抗争により4年の間に多数の君主（シャーハンシャー）が目まぐるしく入れ替わり、地方勢力は独立の傾向を強め、サーサーン朝は著しく弱体化した。最終的にほとんど最後の皇族の生き残りだったヤズデギルド3世が632年に推戴され内乱は終結したが、翌年イスラーム共同体の侵攻が始まり（イスラーム教徒のペルシア征服）、サーサーン朝は完全に滅亡することとなる。

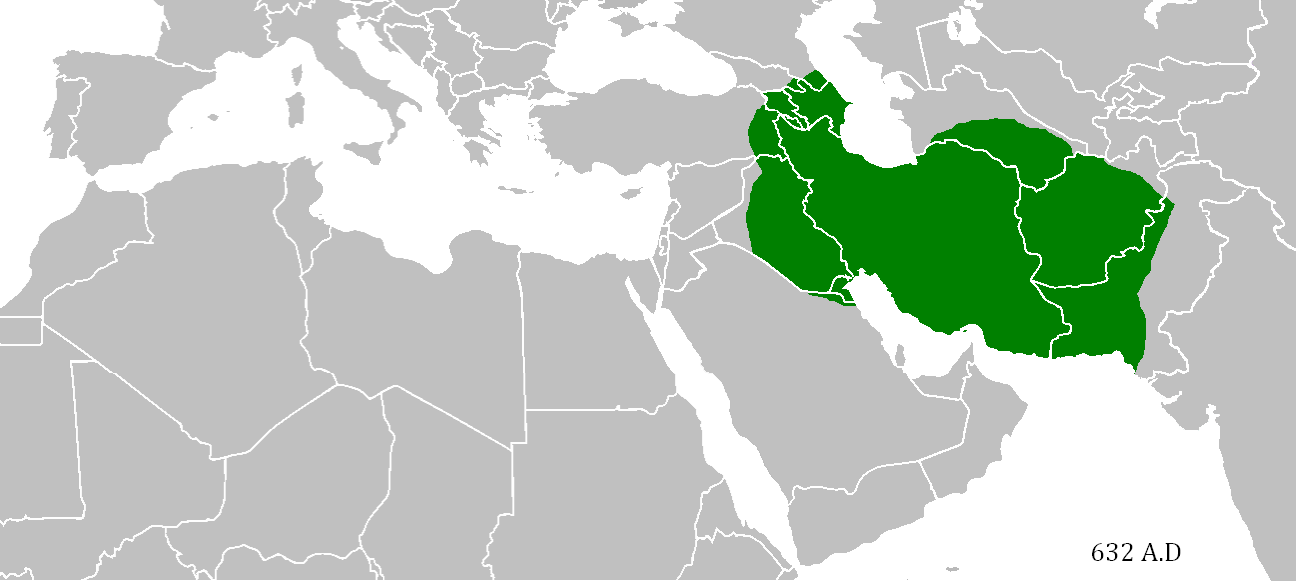
サーサーン朝の領土（632年）

## 背景
628年、サーサーン朝に最後の栄光をもたらしたホスロー2世の治世が、アスパーフバド家のスパーフベド（軍司令官）であるファールフ・ホルミズドと、彼の二人の息子、ロスタム・ファーロフザードとファールフザード、ミフラーン家の一族のシャフルバラーズ、Varaztirotsのアルメニア人の一派、そして最後にKanārangīyān一族のKanadbakといった封建貴族たちの手で転覆された。2月25日、ホスロー2世の息子カワード2世はアスパド・グシュナースプと共にクテシフォンを占領しホスロー2世を投獄した。カワード2世はその後、自身がサーサーン朝の王であることを宣言し、ペーローズ・ホスローに自身の兄弟と異母兄弟全員の処刑を命じた。その中にはホスロー2世が最も愛した息子マルダーンシャーが含まれていた。3日後、カワード2世はミフル・ホルミズドに父、ホスロー2世の処刑を命じた（いくつかの史料は彼はゆっくりと矢で射殺されたとしている)。ペルシアの貴族たちの支持を受けてカワード2世はその後ビザンツ皇帝ヘラクレイオスとの間に講和を結び、ビザンツ帝国に占領した全ての領土と捕虜を返還し、賠償金を支払い、また614年にエルサレムで鹵獲した聖十字架とその他の遺物も共に返還した。またカワード2世はファルーフザードをエスタフルに投獄して財産を没収した。この時点での各派閥は、ペルシグ派はペーローズ・ホスロー、パフラヴ派はファールフ・ホルミズドが主導権を握っていた。カワード2世は皇位簒奪からわずか半年後の628年9月6日に疫病で没し、8歳の息子アルダシール3世が即位した。

## 内乱の経過
アルダシール3世の治世中、ホスロー2世の母方の従弟マードゥー・グシュナースプが宰相に任命され、国政を牛耳った。翌年、シャフルバラーズが6000人の兵を率いてクテシフォンに進軍し、街を包囲した。しかしこれを攻略できなかったので、彼はペルシグ派でカワード2世時代の宰相だったペーローズ・ホスローや、ニームルーズのスパーフベドであるナムダー・ユシュナスと同盟して体勢を立て直した。彼らの援助を受けたシャフルバラーズはクテシフォン攻略に成功し、アルダシール3世やマードゥーその他彼らを支持していた貴族たちを処刑したが、40日後に彼もファールフ・ホルミズドに殺害された。ファールフ・ホルミズドはホスロー2世の娘ボーラーンを即位させ、自らは宰相の地位を得た。
しかしボーラーンもまた、シャフルバラーズの子であるシャープーリ・シャーヴァラーズに帝位を奪われた。そして彼も、ペーローズ・ホスローに帝位を追われた。ペーローズ・ホスローは、ボーラーンの妹アーザルミードゥフトを帝位につけた。
アーザルミードゥフトは貴族たちの言を容れてファールフザードを解放し、宮廷の高位に復帰させようとした。しかしファールフザードは女性の君主に仕えることを拒否し、エスタフルの神殿に引退してしまった。アーザルミードゥフトの即位後、ファールフ・ホルミズドは「イランの民の指導者にして柱」と名乗り、エスタフルやメディアのニハーヴァンドで「ホルミズド5世」と刻んだ硬貨を発行し始めた。さらに彼は自らの地位をかためペルシグ派をも味方につけようとして、アーザルミードゥフトに求婚した。アーザルミードゥフトは敢えて拒否をせず、ミフラーン家のSiyavakhsh（かつての高名なスパーフベドで一時諸王の王を称したバフラーム・チョービンの孫）の協力を得てファールフ・ホルミズドを殺害した。しかし、彼女はその後すぐにファールフ・ホルミズドの息子ロスタム・ファーロフザードによって殺害され、ボーラーンが復位させられた。ボーラーンはパフラヴ派とペルシグ派の指導者たちを引き合わせ和解させたが、後にペーローズ・ホスローが自らボーラーンを絞殺したことで両派の協調関係は敵対関係に逆戻りした。しかしロスタムやペーローズの部下たちはそれ以上の対立を望まず、自分たちの指導者に再度の和解を強いた。こうして、それまで身を隠していたホスロー2世の孫ヤズデギルド3世が統一君主として推戴された。

## その後
サーサーン内乱はサーサーン朝の力を著しく弱め、またその過程で貴族たちの派閥化が進んだ。彼らはイスラーム教徒がイランに侵攻してきた際にヤズデギルド3世への協力を拒み、王朝滅亡の片棒を担ぐことになった。ロスタム・ファーロフザードはカーディシーヤの戦い、ペーローズ・ホスローはニハーヴァンドの戦いでそれぞれ戦死し、ヤズデギルド3世も東方へ追われる中で651年に部下に暗殺された。一方、ファールフザードはイスラーム共同体と同盟・離反を繰り返しながらタバリスタンに独立勢力を築き、バーワンド朝を開いた。